# 永遠の不安
『永遠の不安』（原題：There's the Rub）は、イギリスのロック・バンド、ウィッシュボーン・アッシュが1974年に発表した5作目のスタジオ・アルバム。

## 背景
1974年5月、オリジナル・メンバーのテッド・ターナーがバンドを脱退し、音楽業界から引退したが、テッドは1987年にはバンドに復帰した。そして、バンドはローリー・ワイズフィールド（元ホーム）を後任として迎える。なお、バンドは1973年10月のイギリス・ツアーにおいて、ホームをオープニングアクトに起用していた。
B.B.キング、ジェイムス・ギャング、イーグルス等との仕事で知られるビル・シムジクがプロデューサーに起用された。マーティン・ターナーによれば、シムジクは「ウィッシュボーン・アッシュのギターとイーグルスのボーカルがあれば、私は史上最高のヒット・レコードを作れる」と語っており、それが後にイーグルスの「ホテル・カリフォルニア」に繋がったという。
「F.U.B.B.」のタイトルは「Fucked Up Beyond Belief」の略で、本作のリリース後にニュージーランドで行われた屋外コンサートでは、スティーヴ・アプトンが同曲の完全なタイトルをアナウンスし、それを聴いた近所の女性が市長に苦情を申し立て、アプトンが逮捕されるというハプニングがあった。

## 反響・評価
全英アルバムチャートでは5週トップ100入りし、最高16位を記録した。アメリカでは1974年12月21日付のBillboard 200で88位に達し、自身3作目の全米トップ100アルバムとなった。日本盤LP (MCA-6059)は1975年1月20日に発売され、オリコンLPチャートで44位に達した。
Bruce Ederはオールミュージックにおいて5点満点中3点を付け「グループは遂に、コンサートと同等にソリッドなスタジオ・サウンドを得た」と評している。

## 収録曲
全曲ともメンバー4人の共作。6.はインストゥルメンタル。
1. シルバー・シューズ - "Silver Shoes" - 6:39
2. ドント・カム・バック - "Don't Come Back" - 5:10
3. 永遠の女神 - "Persephone" - 6:58
4. ホームタウン - "Hometown" - 4:48
5. レディ・ジェイ - "Lady Jay" - 5:56
6. F.U.B.B. - "F.U.B.B." - 9:28

## 参加ミュージシャン
- マーティン・ターナー - リード・ボーカル、ベース
- アンディ・パウエル - ボーカル、エレクトリック・ギター、アコースティック・ギター、マンドリン
- ローリー・ワイズフィールド - ボーカル、エレクトリック・ギター、アコースティック・ギター、バンジョー、スティール・ギター
- スティーヴ・アプトン - ドラムス、パーカッション

アディショナル・ミュージシャン
- アルビー・ガルテン（英語版） - オルガン、シンセサイザー(on #3)
- ネルソン・パドロン - コンガ(on #6)